# Haplostomides hawaiiensis
Haplostomides hawaiiensis – gatunek widłonoga z rodziny Botryllophilidae. Nazwa naukowa tego gatunku skorupiaków została opublikowana w 1994 roku przez japońską zoolog Shigeko Ooishi.